# Famille Calegari
Pour les articles homonymes, voir Calegari.

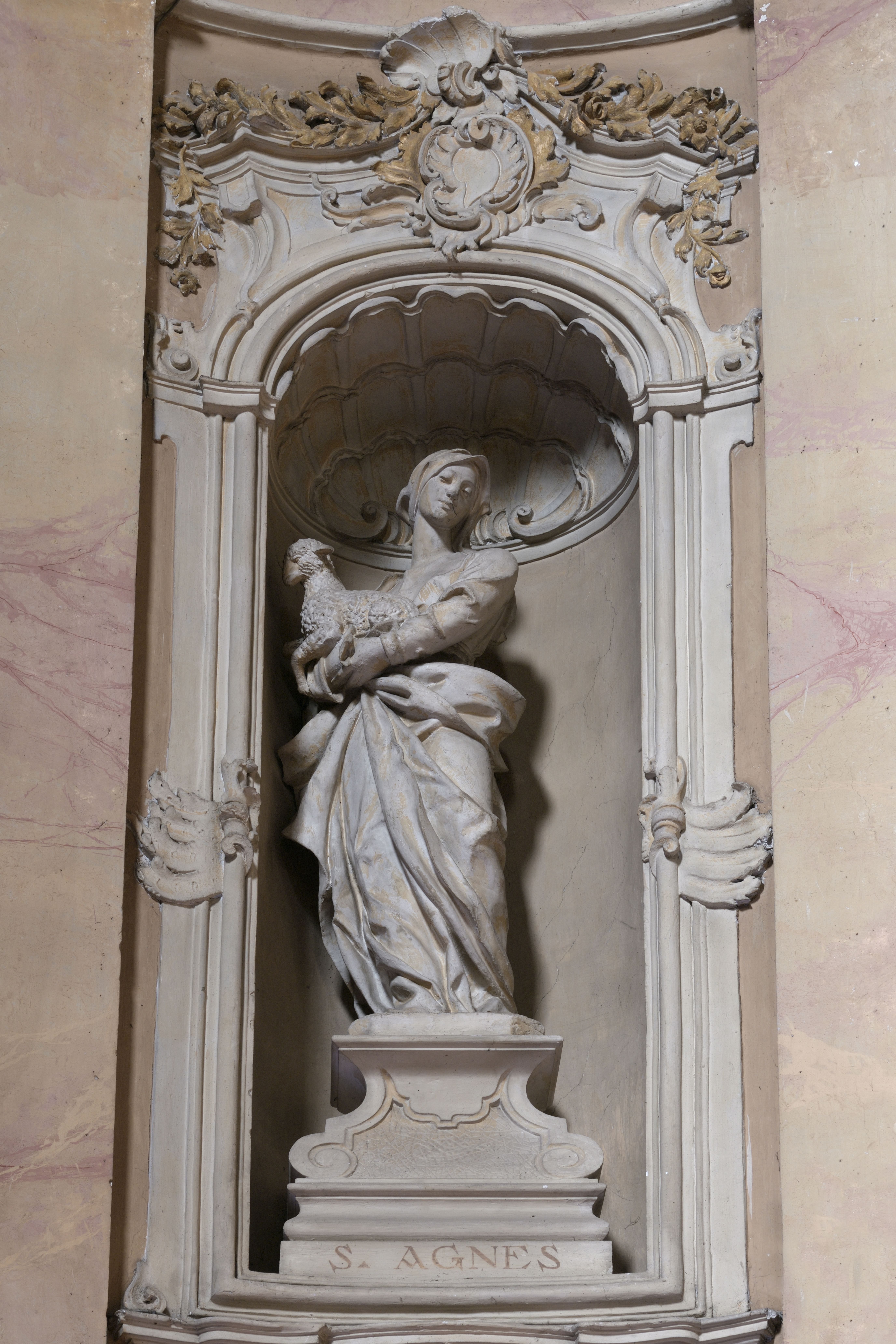
Statue de sainte Agnès des Calegari dans l'église paroissiale de San Felice del Benaco sur le lac de Garde.

La famille Calegari, ou Callegari, est une importante famille de sculpteurs originaires de Brescia en Lombardie, actifs entre la seconde moitié du XVIIe à la fin du XVIIIe siècle.
D'innombrables œuvres peuvent être attribuées aux différents membres de la famille, en particulier des statues et des éléments décoratifs dans les églises et les palais de la ville et de ses environs, jusqu'à Manerbio, Chiari, et parfois même Bergame. À partir de la fin du XVIIe siècle, leur art baroque remplace progressivement celui de la Renaissance de leurs « prédécesseurs », les Carra (it), et au XVIIIe siècle, ils deviennent les véritables « sculpteurs de la ville » de Brescia. On distingue généralement quatre membres fondamentaux :
- Santo Calegari l'Ancien, « fondateur » de la tradition familiale,
- Antonio et Alessandro Calegari, ses fils,
- Santo Calegari le Jeune, fils d'Antonio.

À ceux-ci s'ajoutent d'autres noms moins connus, comme Luca Calegari et Gelfino Calegari, et d'autres encore presque inconnus, tout comme leurs œuvres, généralement dispersées dans la ville et dans d'autres lieux sous forme de statues, d'ornements, de balustrades et de stucs, souvent de peu de valeur ou sans valeur.
De nombreuses œuvres des Calegari n'existent plus aujourd'hui ou, du moins, ont été dispersées : étant donné que la plupart de leurs travaux, comme ceux de tous les sculpteurs de l'époque, consistaient principalement à créer des ornements et des sculptures pour les églises et les édifices religieux, ceux-ci ont fait l'objet, à l'époque néoclassique, de nombreuses rénovations, souvent importantes, subissant parfois de véritables « purges » par le goût baroque désordonné et ambigu, ce qui a entraîné la destruction ou la dispersion des œuvres qui s'y trouvaient. Aujourd'hui, cependant, un nombre considérable d'œuvres sont encore conservées, allant d'éléments de faible importance à de véritables chefs-d'œuvre. Le membre le plus connu de la famille est Antonio Calegari, auteur d'œuvres d'art importantes, dont l'œuvre restera comme un véritable symbole du baroque brescian du XVIIIe siècle dans le domaine de la sculpture.

## Santo Calegari l'Ancien

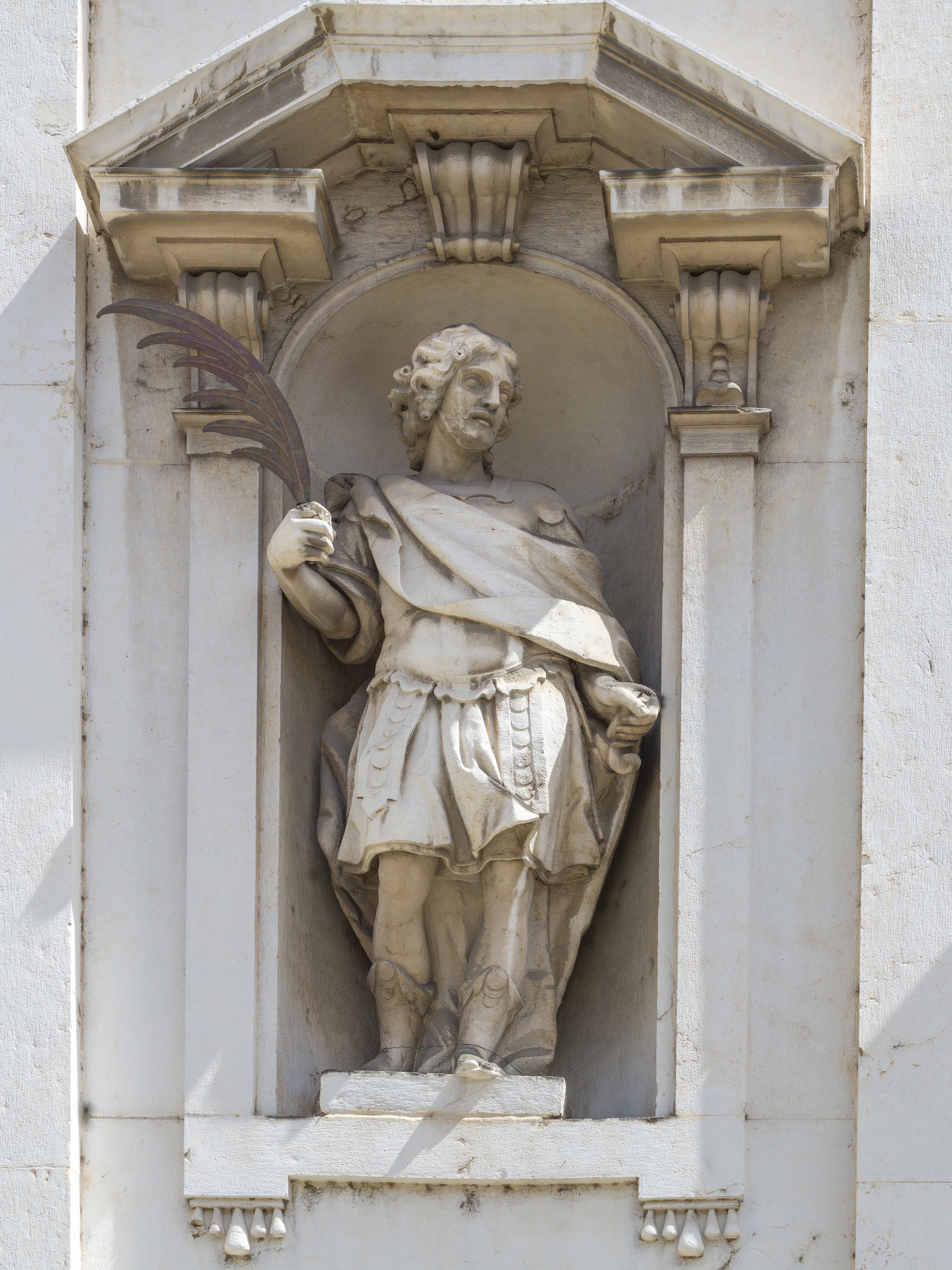
Brescia, San Faustino maggiore, statue de San Giovita par Sante Calegari l'Ancien.

Né à Brescia en 1662 et mort dans cette ville en 1717, il est le « fondateur » de la tradition familiale, celui qui s'est détaché le premier du style Renaissance des sculpteurs de Carra (it). Il suit une formation artistique à Rome dans l'atelier d'un élève d'Alessandro Algardi, un sculpteur important de la Rome du Bernin du XVIIe siècle, qui a apporté les premières attitudes de mobilité et de vivacité à l'art de Brescia durant la Renaissance. Ses œuvres sont souvent un peu grossières, parfois avec des détails exagérés, mais dans l'esprit général, on peut déjà voir une direction différente de celle de la Renaissance, désormais bien établie. Les formes sont parfois agiles dans leurs mouvements et de nombreux putti, bien que toujours modelés avec sérieux, sont destinés à jouir d'une douceur et d'une fluidité jamais imaginées auparavant. Un petit nombre d'œuvres peuvent être attribués à Santo Calegari l'Ancien, souvent par tradition, dont beaucoup sont aujourd'hui perdues car, comme nous l'avons dit au début, elles ont été perdues à l'époque néoclassique :
- Le bas-relief représentant le martyre des saints Faustin et Jovite sur la façade de l'église qui leur est dédiée (it) dans la ville. Sur la même façade, les statues des deux saints de part et d'autre du portail d'entrée sont également les siennes. À l'intérieur de l'église, les putti de l'autel de la Nativité sont également son œuvre.
- Un ornement en stuc, des angelots et six putti tenant des rouleaux dans la chapelle Saint-Roch de l'église Saint-Joseph (it) (perdue).
- Médailles et statues en marbre de Carrare sur le parapet de la chapelle dédiée à sainte Marie-Madeleine de Pazzi dans l'église de Santa Maria del Carmine (it) (perdue).
- Quelques statues en bois pour le maître-autel de l'église Sainte-Catherine (démolie sans préserver les décorations intérieures).
- Une statue représentant la Charité[1] dans la chapelle du Saint-Sacrement (it) et les statues en bois des évangélistes dans le chœur de l'église Sainte-Agathe (it). On peut y voir l'aide de ses fils.
- Les statues de Mars et Athéna Pallas couronnant la façade du Palazzo Martinengo Palatini (it) sur la Piazza del Mercato (it).
- Quelques putti en bois pour le maître-autel de l'église de Santa Croce (it) (perdus)
- Une statue en bois de la Vierge, les putti sur la base de la statue elle-même et un ange en marbre pour le maître-autel de l'église San Domenico (it) (démolie, travaux intérieurs dispersés).
- La statue en marbre de la Vierge Marie au sommet de la fontaine du cloître de la basilique Santa Maria delle Grazie (it).

## Antonio Calegari
Fils de Santo Calegari l'Ancien, il est le membre le plus connu et le plus représentatif de cette famille de sculpteurs, dont l'œuvre reste un symbole de la sculpture baroque bresciane du XVIIIe siècle.

## Alessandro Callegari
Frère d'Antonio, il naît à Brescia au début du XVIIIe siècle et y meurt vers 1765.

## Santo Calegari le Jeune
Il est né à Brescia en 1722 et y est mort en 1781. C'est le fils d'Antonio. On sait très peu de choses sur sa formation et on ne connaît que quelques œuvres :
- Les grandes sculptures des pendentifs de la coupole de la nouvelle cathédrale représentant les évangélistes Jean et Luc.
- Les statues de saint Jacques le Majeur et Jacques le Mineur pour le troisième autel à droite et celles des saints Pierre et Paul sur les côtés de la chapelle du Crucifix dans la cathédrale de Bergame, toutes en marbre de Carrare. Elles ont été dessinées par Santo Calegari et achevées par Gelfino Calegari.
- Statues de Moïse et de David sur les côtés de la chapelle du Crucifix et d'Aaron et de Melchizédek pour l'autel du Sacrement de l'église paroissiale de Palazzolo sull'Oglio. Au sommet des différents autels, dans les tympans, se trouvent les représentations des vertus réalisées par Santo en collaboration avec Gelfino.
- Statues de la Charité et de l'Espérance pour le premier autel de l'église de Tavernole sul Mella[2]
- Grande statue de saint Paul pour la façade de l'église paroissiale de Manerbio.

## Luca Giuseppe Calegari
Fils d'Antonio et frère de Santo Calegari le Jeune, il est né en 1731 et mort vers 1808. On se souvient de lui pour peu d'œuvres, principalement liées aux activités de ses proches :
- Grande statue de saint Pierre pour la façade de l'église paroissiale de Manerbio, en contraste avec celle de son frère, Santo Calegari le Jeune ;
- Statue de l'allégorie du Vice et de l'allégorie de la Vertu dans le palais Porto Breganze à Vicence, vers 1770 ;
- Putto et Mascherone dans la fontaine du Palais Appiani de Brescia, vers 1790.

## Gelfino Calegari

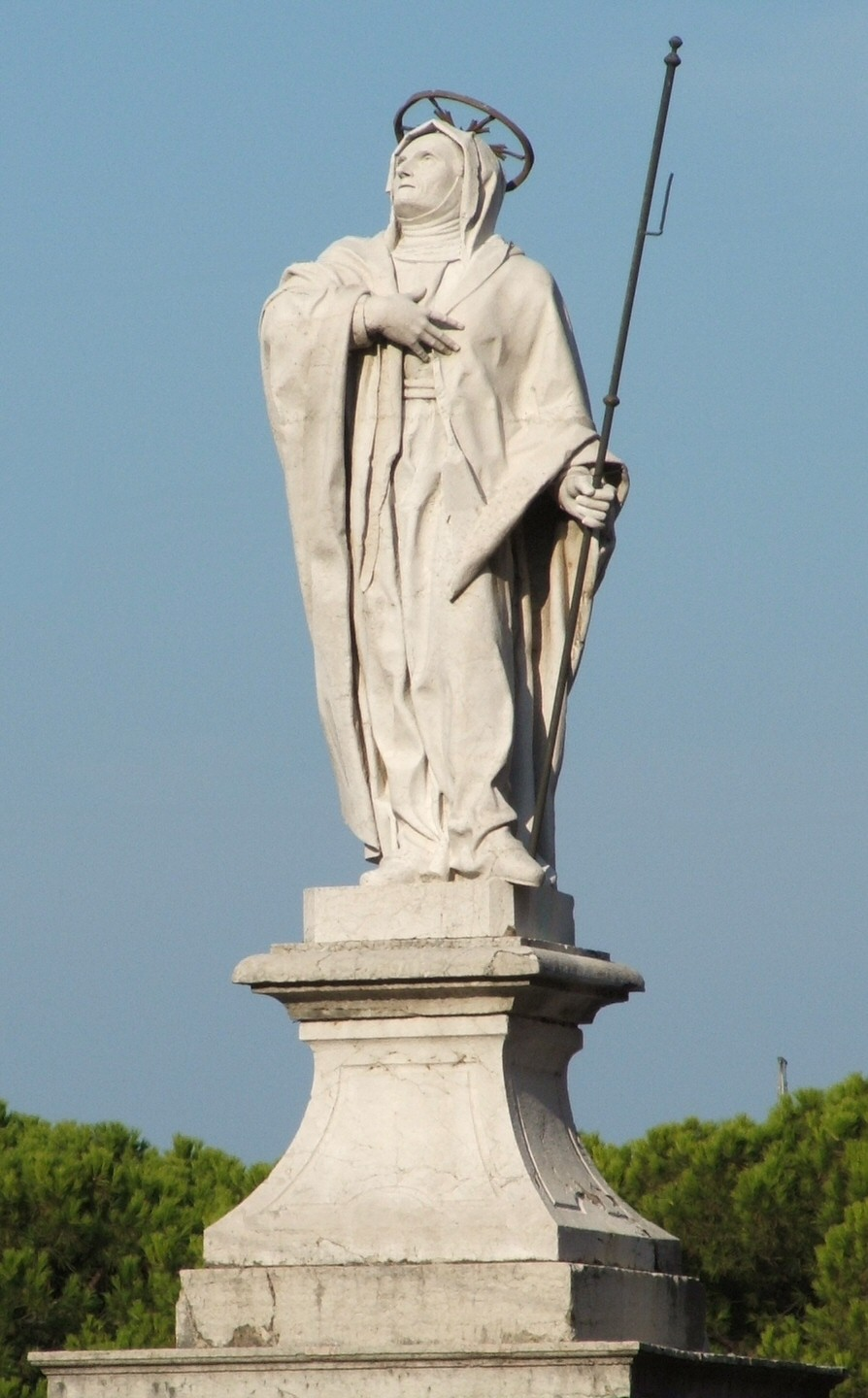
Gelfino Calegari, statue de sainte Angèle Mérici à Desenzano del Garda, 1772

Fils d'Alessandro, il naît en 1737 et meurt en 1793. Sa biographie est presque totalement inconnue, mais il a probablement toujours vécu à Bergame. Parmi les quelques œuvres que nous connaissons, citons :
- Groupe d'anges pour l'autel de la chapelle du Rosaire dans l'église d'Alzano Lombardo
- Quelques statues décoratives pour le cimetière paroissial de Stezzano
- Statue de sainte Angèle Mérici à Desenzano del Garda